# Фінал кубка СРСР з футболу 1987
46-й фінал Кубка СРСР з футболу відбувся на Центральному стадіоні в Москві 14 червня 1987 року. У грі взяли участь київське і мінське «Динамо».

## Претенденти
- «Динамо» (Київ) — дванадцятиразовий чемпіон СРСР (1961, 1966, 1967, 1968, 1971, 1974, 1975, 1977, 1980, 1981, 1985, 1986), семиразовий володар Кубка СРСР (1954, 1964, 1966, 1974, 1978, 1982, 1985), дворазовий володар Кубка володарів кубків (1975, 1986), володар Суперкубка УЄФА (1975).
- «Динамо» (Мінськ) — чемпіон СРСР (1982).

## Шлях до фіналу
| «Динамо» (Київ)       | «Динамо» (Київ)   | Етап    | «Динамо» (Мінськ) | «Динамо» (Мінськ) |
| --------------------- | ----------------- | ------- | ----------------- | ----------------- |
|                       |                   |         |                   |                   |
| Суперник              | Рахунок           | Плей-оф | Суперник          | Рахунок           |
| «Динамо» (Ставрополь) | 2-1 (г)           | 1/16    | «Котайк» (Абовян) | 4-1 (д)           |
| «Кяпаз»               | 2-1 (д)           | 1/8     | «Зеніт»           | 1-0 (г)           |
| СКА «Карпати»         | 4-0 (д)           | 1/4     | «Торпедо»         | 3-2 (д)           |
| «Динамо» (Москва)     | 0-0, пен. 5-4 (д) | 1/2     | «Таврія»          | 2-0 (г)           |

## Деталі матчу
| 14 червня 1987 |

| «Динамо» (Київ)                  | 3:3      | «Динамо» (Мінськ)                                   |
| -------------------------------- | -------- | --------------------------------------------------- |
| Рац 45' Кузнецов 63' Заваров 90' | Протокол | 20' Кондратьєв 45' (пен.) Зигмантович 60' Алейніков |

| Центральний стадіон (Москва) Глядачів: 75 000 Арбітр: Валерій Бутенко (Москва) |

|                                                 |     | Пенальті                                       |  |
| Дем'яненко · Михайличенко · Балтача · Євтушенко | 4:2 | Метлицький · Боровський · Алейніков · Курненін |  |

| «Динамо» (Київ) | «Динамо» (Мінськ) |

|                      |    |                      |     |     |
|                      |    |                      |     |     |
| ВР                   | 1  | Віктор Чанов         |     |     |
| ПЗ                   | 2  | Олексій Михайличенко |     |     |
| ЗХ                   | 3  | Сергій Балтача       |     |     |
| ЗХ                   | 4  | Олег Кузнецов        |     |     |
| ЗХ                   | 5  | Анатолій Дем'яненко  |     |     |
| ПЗ                   | 6  | Василь Рац           |     |     |
| ПЗ                   | 7  | Павло Яковенко       |     |     |
| ЗХ                   | 8  | Андрій Баль          |     |     |
| ПЗ                   | 9  | Олександр Заваров    |     |     |
| НП                   | 10 | Вадим Євтушенко      |     |     |
| НП                   | 11 | Олег Блохін          | 57' |     |
| Заміни:              |    |                      |     |     |
| ЗХ                   | 12 | Володимир Горілий    | 70' |     |
| ПЗ                   | 13 | Іван Яремчук         | 57' | 70' |
| Тренер:              |    |                      |     |     |
| Валерій Лобановський |    |                      |     |     |

|                 |    |                      |     |
|                 |    |                      |     |
| ВР              | 1  | Андрій Сацункевич    |     |
| ЗХ              | 2  | Сергій Боровський    |     |
| ЗХ              | 3  | Олександр Метлицький |     |
| ЗХ              | 4  | Віктор Янушевський   |     |
| ПЗ              | 5  | Віктор Сокол         | 80' |
| ЗХ              | 6  | Андрій Зигмантович   | ЖК  |
| ПЗ              | 7  | Сергій Гоцманов      |     |
| ПЗ              | 8  | Сергій Деркач        | 87' |
| ПЗ              | 9  | Сергій Алейніков     |     |
| НП              | 10 | Андрій Шалімо        | 56' |
| НП              | 11 | Георгій Кондратьєв   |     |
| Заміни:         |    |                      |     |
| НП              | 12 | Ігор Гуринович       | 56' |
| ПЗ              | 13 | Олександр Кистень    | 87' |
| ЗХ              | 15 | Юрій Курненін        | 80' |
| Тренер:         |    |                      |     |
| Іван Савостиков |    |                      |     |